# 纽约条约
“纽约条约”（The Treaty of New York）是1790年由当时正值总统乔治·华盛顿任期内的美国战争部长亨利·诺克斯和克里克族领导者之间签署的一项条约。
1789年，美国和克里克印第安人曾在佐治亚州岩港（Rock Landing）的一次条约谈判，被克里克领导人亚历山大·麦吉利夫雷粗暴地终止。在写给美国要员们的一封信中他表述了个人不满。华盛顿派遣马力努斯·威利特上校作为特使会见麦吉利夫雷，劝说他到当时位于纽约市的美国国会大厦，直接与华盛顿和亨利·诺克斯签订条约。
1787年夏，亚历山大·麦吉利夫雷率领27位克里克族领导人前往纽约市，代表“组成印第安人克里克族的上、中、下克里克族和塞米诺尔族”（同美国）签署了条约。麦吉利夫雷是（克里克族代表中）唯一的条约署名人。:196 
尽管克里克族首领断言，即使往最好说，说服克里克族人民遵守新的边界线和归还非裔黑人奴隶很困难，但克里克族领导者将其族的大部分狩猎场，包括延伸至奥科尼河的土地割让给美国，并同意将逃跑的奴隶移交给联邦当局。
美国承认克里克人有权惩罚其领地的非印第安入侵者，但否认对方有权惩罚在其领地犯罪的非印第安人。克里克人方面，他们同意把被（美方）指控犯罪的克里克人移交给美国法院。在该条约的秘密协议中，麦吉利夫雷获得了美国陆军准将的佣金，年薪为1500美元。该条约还包括美方向部落提供农业用品和工具。:80:256–257:207–208 麦吉利夫雷获准通过西班牙港口Pensacola进口货物，无需缴纳美国关税。他还收到了10万美元的赔偿金，作为美方没收其父亲土地的赔偿。
《纽约条约》是美国与美洲原住民之间第一份在非印第安人控制区签定的条约。

## 延伸阅读
- Ellis, Joseph J. Hollinshead, Byron , 编. . Random House. 2006. ISBN 030738764X. |article=被忽略 (帮助)
- Prucha, Francis Paul. . University of California Press. 1994. ISBN 0520208951.